# 今岡真訪
今岡 真訪（いまおか まこと、本名及び旧登録名：今岡 誠（読み同じ）、1974年9月11日 - ）は、兵庫県宝塚市出身の元プロ野球選手（内野手、右投右打）、コーチ、野球解説者。
愛称は「マコ」、「イマハン」。妻は、ネイリストやタレントとして活動する今岡梨惠。
阪神タイガースの現役選手時代から、野球解説者として活動した時期をはさんで、阪神に二軍野手総合コーチとして復帰した2016年までは、本名を登録名に用いていた。コーチ在任中の2017年から、登録名を「今岡 真訪」（名前の読み方は本名と同じ）に変更した。アトランタオリンピック野球の銀メダリスト。

## 経歴

### プロ入り前
宝塚市立美座小学校、宝塚市立宝塚中学校卒業。少年時代は宝塚シニアに所属し、阪急沿線に住んでいた影響で、阪急ブレーブスのファンであった。PL学園高校3年時に第64回選抜高等学校野球大会に出場し、8強入りする。この時点で阪神タイガースからプロ入りの打診があったが、これを断って大学進学を選んだ。PL学園では2学年先輩に入来祐作、1学年先輩に坪井智哉、1学年後輩に松井稼頭央、2学年後輩にサブローがいた。
東都大学野球連盟所属の東洋大学に進学後は遊撃手として大学通算89試合出場、335打数100安打、打率.299、12本塁打、73打点を記録。ベストナインに2回選出された。東洋大学では3学年先輩に関口伊織、1学年先輩に清水隆行と川中基嗣と塩崎真、2学年後輩に福原忍、3学年後輩に前田忠節がいた（※塩崎は中退）。1996年アトランタオリンピックでは日本生命の福留孝介も含めて3人の遊撃手が選出されたが、主に「7番・遊撃手」井口忠仁、「8番・二塁手」今岡、「9番・三塁手」福留で起用され、打率.435を記録した。大学入学は当初、青山学院大学に入学する予定で野球部のセレクションも受けたが落選したため、東洋大学に急遽変更した経緯がある。
1996年のプロ野球ドラフト会議前に吉田義男監督復帰が決定の阪神タイガースを逆指名することを表明。ドラフトでは阪神が1位指名で交渉権を獲得し契約金1億円、出来高払い5000万円、年俸1200万円（金額は推定）で入団合意した。担当スカウトは今成泰章。

### 阪神時代
1997年、吉田監督の下、前半は主に三塁手で、後半は二塁手として一軍に出場し、1年目から百試合弱に出場した。出場機会の無い試合も常に一軍ベンチから試合を観察できたため、それが2年目に生きたという。
1998年、前年オフのトレードで放出された久慈照嘉に代わって「2番・遊撃手」のレギュラーとしてほぼ全試合に出場し、打率.293、本塁打7本、44打点を記録した。同年8月23日の対ヤクルトスワローズ戦（大阪ドーム）では1-1の同点の延長11回無死無走者の打席で山部太から自身初のサヨナラ本塁打を放った。オフには日米野球にも出場。
1999年、野村克也監督が就任し、前半は引き続き遊撃手レギュラー、終盤は二塁手のレギュラーで起用されるが、打撃成績は打率.252、本塁打6本、打点39と前年を下回る成績で終わった。オフには日韓プロ野球スーパーゲームにも出場。
2000年、遊撃手のポジションは田中秀太に奪われ開幕は二塁手スタートとなり、更に打撃不振に陥りレギュラーを剥奪される苦しいシーズンとなった。一軍出場わずか40試合の出場で打率.212に終わった。
2001年、開幕2戦目・3戦目で本塁打を放ったが、それ以降の成績は平凡で、シーズン中盤からは守備の負担を軽くするために三塁手として起用されたものの打率.268、本塁打4本、打点40にとどまった。3年間プレーした野村克也監督とは反りが合わなかったと今岡本人が後年振り返っている。野村克也の側も度々今岡批判を繰り返している。
2002年、星野仙一監督が就任し、春季キャンプからの活躍が認められ、二塁手のレギュラーを奪取。故障した赤星憲広に代わって1番打者に固定され、自己最高を更新する打率.317（セ・リーグ5位）、15本塁打を記録する。同年4月10日の対広島東洋カープ戦（阪神甲子園球場）では両者無得点で迎えた9回一死無走者の打席で玉木重雄からサヨナラ本塁打を放った。オフには日米野球にも出場。
2003年も1番打者として起用され、打率.340（キャリアハイ）で首位打者のタイトルを獲得。二塁手としてゴールデングラブ賞を受賞するなど、1985年以来のリーグ優勝に貢献、自身初のポストシーズン2003年の日本シリーズ全試合先発出場。同年は得点圏打率リーグ最高の.428を残したほか、年間初回先頭打者本塁打を7本放ち（うち5本は初球）、2試合連続で先頭打者初球本塁打も記録した。
2004年は新監督に就任した岡田彰布の意向で3番打者に抜擢され、打率.306、28本塁打、83打点の好成績を挙げる。同年から阪神選手会長に就任した。オフには日米野球にも出場。
2005年は守備の負担を軽減するため三塁手にコンバートされた。打撃では勝負強さを買われて5番打者を務めることになった。シーズンでは藤村富美男の球団記録を更新して日本プロ野球歴代3位となる147打点（キャリアハイ、NPB歴代3位）を残し、打点王のタイトルを獲得する活躍を見せ、リーグ優勝に貢献した。同年は得点圏打率.371（打数170）、満塁打率.600（25打数15安打の49打点）、満塁本塁打4本（歴代2位タイ、セ・リーグでは西沢道夫以来55年ぶり）を記録。シーズン29本塁打（キャリアハイ）のうち、実に15本塁打が得点圏で放ったものであった。また、同年の3番アンディ・シーツ、4番金本知憲、5番今岡らによるクリーンナップ3人の合計357打点は球団史上最高記録である。一方で三塁守備では不安定さが目立ち、三塁手としてリーグ3位の14失策を記録。2005年の日本シリーズ全試合先発出場。シーズン終了後に選手会長を退き、後任として赤星憲広を推薦した。
2006年の春季キャンプでは打率3割を切った前年の反省から、「当てること（安打を打つこと）を目標にすれば、自然に打点も付いてくる。大事なのは当てること」と打撃フォームの改造に着手。しかし、打率は2割前後に低迷する。開幕から5番を任され続けたものの調子は上向かず、6月17日の対オリックス・バファローズ戦でウェス・オーバーミューラーから死球を受けて右手首を挫傷したこともあり、バネ指の手術に踏み切った。9月17日の対中日ドラゴンズ戦に代打で復帰したが、手術の影響で送球ができなかったこともあり、復帰後はスタメンでの出場はなかった。85試合で打率も2割3分を下回る成績に終わった。
2007年も開幕から5番打者を務め前半戦は打率3割前後をキープするも、2005年とは逆に走者がいない場面では4割を超える出塁率を記録したが得点圏で打てず、前半戦は17打点にとどまった。7月25日に一軍登録を抹消され、9月27日に再昇格。「5番・三塁手」の定位置に戻り、6試合で7打点を挙げた。最終的に85試合に出場して打率こそ前年ほど悪くはなかったが、復活を印象付けたとは言い難かった。同年のオリンピック・アジア予選の第一次候補選手（5月8日発表）に名を連ね、星野仙一日本代表監督に右のキーマンとして期待されていたが、10月12日に発表された最終候補選手では選考から漏れた。
2008年のキャンプでは、本塁打増産を目指して前年オフから始めた加圧トレーニングなどによる筋力強化に取り組んだ。このシーズンより同じく三塁手の新井貴浩がFAで加入したが、岡田監督は早いうちから新井を一塁手、今岡を三塁手で起用する方針を明言。「5番・三塁手」で開幕を迎えた。しかし、打率1割台前半と低迷して守備も失策やミスが目立ったことから、5月25日に一軍登録を抹消された。9月11日に一軍に再昇格して「3番・三塁手」に復帰するとそのヤクルト戦でサヨナラ押出四球で勝利を呼んだ。9月だけで5本塁打を放ったが、シーズン序盤の低打率を巻き返すことはできず、関本賢太郎やアーロム・バルディリスにスタメンを譲ることもあった。結局55試合の出場に留まり、打率1割台でシーズンを終了した。クライマックスシリーズ (CS) では代打で1打席しか出番を得られず、成績も低迷した。
2009年は背水の陣で挑む覚悟と前年にコメントし、真弓明信監督も今岡の復活に期待をこめて新井を三塁手にコンバートし、一塁手で今岡を使えるように配慮した。しかし、打率1割前半と低迷し、出場の機会を失った。9月1日には同年限りで引退すると報道された。前年から更に出場機会を減らし23試合しか出場できず、同年10月に戦力外通告を受けて退団。

### ロッテ時代
阪神退団直後の2009年11月11日に12球団合同トライアウトへ参加したことがきっかけで、翌2010年の2月1日から、ロッテの春季キャンプにテスト生として参加。2月3日に球団から合格が発表された。背番号は前年まで監督を務めたボビー・バレンタインが付けていた「2」で、年俸は推定1500万円。シーズンでは代打や指名打者で起用されるも不振に陥り、二軍に降格。二軍暮らしが長く26試合の出場に終わり、打率.227とシーズン通じての活躍はできず、プロ入り後初めて守備での出場がなかった。しかし、CS第2ステージ初戦では先制の口火を切る二塁打を、4戦目では移籍後初本塁打を放ち、5戦目では5年ぶりに犠打を決めるなど西村徳文監督の期待に応え大一番での強さを見せた。チームCS優勝、レギュラーシーズン3位から下克上での2010年の日本シリーズ制覇や日韓クラブチャンピオンシップ勝利に貢献した。
2011年は阪神時代以来2年ぶりに守備で出場することもあったが、打撃不振で13試合の出場にとどまった。
2012年からは選手兼任で二軍打撃守備コーチに就任。しかし一軍出場は無く、9月18日に現役引退を発表。10月5日に引退記者会見を行い、「レギュラーとしては短命だったが、山あり谷ありの濃い野球人生だった」とコメントした。

### 現役引退後
2013年から2015年までは、日刊スポーツの野球評論家・毎日放送の野球解説者として、地元・関西や中部を中心に活動。2012年12月1日には、自身初の著書「感じるままに生きてきて」が、ベースボール・マガジン社から発売された。毎日放送では、2014年までテレビ・ラジオとも野球解説者としての専属契約を結んでいたが、2015年には専属契約の対象をラジオ中継に限っていた。

### 阪神コーチ時代（第1期）
阪神球団は2015年10月26日に、今岡に対して、翌2016年シーズンからの二軍野手総合コーチ就任を正式に要請。今岡がこの要請を受諾したため、球団は翌27日に、今岡のコーチ就任を発表した。背番号は2003年のリーグ優勝時の監督であった星野仙一が使用していた77。阪神時代のチームメイトだった金本の一軍監督就任（同月17日）を受けての現場復帰で、「二軍打撃兼野手総合コーチ」として、打撃部門を中心に二軍を総合的に指導していた。
2017年からは、登録名を本名（今岡誠）から今岡 真訪に変更した。ウエスタン・リーグ全日程終了後の10月8日付でコーチを退任した。

### ロッテ二軍監督・コーチ時代
2017年10月31日に、2018年からロッテに二軍監督として復帰することが発表された。この年からロッテの監督に就任した井口資仁（今岡とは同学年で、かつてロッテで3年間チームメイトだった他、東都大学リーグやアトランタオリンピック（先述）で共にプレーした経験を持つ）の意向による就任だった。背番号は阪神の二軍コーチ時代に続いて77。
2021年には、一軍のヘッドコーチへ異動。チームのクライマックスシリーズ進出に貢献したが、オリックス・バファローズとのファイナルステージに敗れたことを受けて、球団に退団を申し入れ、球団も申し入れを受理したため、11月15日付で退団した。

### ロッテ退団後
2022年に、日刊スポーツの野球評論家へ7年ぶりに復帰。関西地方を拠点に、「今岡 真訪」名義で野球解説者としての活動も再開した。解説者としてはフリーランスの立場で、毎日放送・MBSラジオ・サンテレビジョン・スカイ・エーなどの阪神戦中継・関連番組にも登場。サンテレビのYouTube公式チャンネルでは、「今岡・湯浅の真の虎になれ!」（同局のスポーツアナウンサー・湯浅明彦との対談番組）の動画ライブ配信を、5月から8月まで定期的に実施していた。

### 阪神コーチ時代（第2期）
阪神球団では、2023年シーズンから岡田が一軍監督を15年ぶりに務めることを受けて、今岡に打撃コーチへの就任を要請。本人もこの要請を正式に受諾したため、2022年10月28日に、一軍の打撃コーチとして阪神へ6年ぶりに復帰することが決まり、2023年1月17日に正式に発表された。背番号は再び77。同年のリーグ優勝、日本一に貢献したが2024年10月14日に契約満了により退団すると発表された。

### 阪神コーチ時代（第2期）退団後
2025年から日刊スポーツ評論家に復帰する。その傍らスカイAなどの野球解説者にも復帰する。

## 選手としての特徴
バットコントロールが巧みで三振が少ない悪球打ちで、初球から積極的に打つ傾向にあり、苦手なコースも少なく左右に打ち分けることもできるマルチな打者。今岡の2003年シーズンの打撃を見たランディ・バースは「左肘に遊びを持たせたフォームが対応力を増し、ボールの芯にミートする率を高めている」と分析した。147打点を記録した2005年には得点圏打率.370を記録し、特に三塁に走者を置いた際には.643という数字を残した勝負強さも持ち味。
一方、走塁面では足が遅く併殺打も多い。また、気持ちを前面に出すタイプではないため、野村監督に「覇気がない」と誤解されたこともあった。
阪神入団当初は遊撃手で、和田豊の現役晩年からは二塁手、2005年からは膝蓋靱帯炎に配慮して三塁手にコンバートされた。かつてはチーム屈指の強肩を誇り、守備の動きも悪くはなかったものの、持病のバネ指もあり送球が浮く場面を見せるなど、スローイングに難があって守備範囲も広くはなかった。2009年は真弓監督の意向で新井が三塁手に再コンバートされたため一塁手としてシーズンに臨んだが、不振のため一軍で守る機会はほとんどなかった。

## 詳細情報

### 年度別打撃成績
| 年 度      | 球 団      | 試 合 | 打 席 | 打 数 | 得 点 | 安 打 | 二 塁 打 | 三 塁 打 | 本 塁 打 | 塁 打 | 打 点 | 盗 塁 | 盗 塁 死 | 犠 打 | 犠 飛 | 四 球 | 敬 遠 | 死 球 | 三 振 | 併 殺 打 | 打 率 | 出 塁 率 | 長 打 率 | O P S |
| ---------- | ---------- | ----- | ----- | ----- | ----- | ----- | -------- | -------- | -------- | ----- | ----- | ----- | -------- | ----- | ----- | ----- | ----- | ----- | ----- | -------- | ----- | -------- | -------- | ----- |
| 1997       | 阪神       | 98    | 279   | 252   | 18    | 63    | 11       | 1        | 2        | 82    | 20    | 1     | 0        | 13    | 0     | 11    | 0     | 3     | 48    | 3        | .250  | .289     | .325     | .614  |
| 1998       | 阪神       | 133   | 524   | 471   | 48    | 138   | 20       | 3        | 7        | 185   | 44    | 6     | 4        | 27    | 4     | 22    | 0     | 0     | 54    | 15       | .293  | .322     | .393     | .715  |
| 1999       | 阪神       | 128   | 503   | 457   | 36    | 115   | 11       | 1        | 6        | 146   | 39    | 4     | 9        | 11    | 1     | 32    | 3     | 2     | 55    | 12       | .252  | .303     | .319     | .622  |
| 2000       | 阪神       | 40    | 124   | 113   | 8     | 24    | 5        | 0        | 1        | 32    | 2     | 0     | 2        | 4     | 0     | 7     | 0     | 0     | 19    | 9        | .212  | .258     | .283     | .541  |
| 2001       | 阪神       | 123   | 453   | 400   | 36    | 107   | 15       | 0        | 4        | 134   | 40    | 3     | 1        | 20    | 1     | 29    | 1     | 3     | 60    | 16       | .268  | .321     | .335     | .656  |
| 2002       | 阪神       | 122   | 548   | 505   | 46    | 160   | 40       | 0        | 15       | 245   | 56    | 0     | 1        | 10    | 2     | 28    | 6     | 3     | 62    | 8        | .317  | .355     | .485     | .840  |
| 2003       | 阪神       | 120   | 526   | 485   | 67    | 165   | 35       | 1        | 12       | 238   | 72    | 1     | 1        | 4     | 7     | 28    | 6     | 2     | 52    | 9        | .340  | .374     | .491     | .865  |
| 2004       | 阪神       | 138   | 632   | 572   | 87    | 175   | 29       | 0        | 28       | 288   | 83    | 0     | 2        | 4     | 4     | 48    | 1     | 4     | 68    | 21       | .306  | .361     | .503     | .865  |
| 2005       | 阪神       | 146   | 630   | 559   | 71    | 156   | 26       | 2        | 29       | 273   | 147   | 1     | 1        | 0     | 9     | 57    | 2     | 5     | 88    | 21       | .279  | .346     | .488     | .834  |
| 2006       | 阪神       | 59    | 218   | 204   | 16    | 45    | 3        | 2        | 7        | 73    | 29    | 1     | 0        | 0     | 4     | 7     | 0     | 3     | 42    | 13       | .221  | .252     | .358     | .610  |
| 2007       | 阪神       | 85    | 345   | 323   | 23    | 90    | 8        | 0        | 4        | 110   | 24    | 0     | 1        | 0     | 1     | 19    | 2     | 2     | 50    | 7        | .279  | .322     | .341     | .663  |
| 2008       | 阪神       | 55    | 186   | 169   | 15    | 29    | 3        | 0        | 7        | 53    | 29    | 0     | 0        | 0     | 3     | 13    | 0     | 1     | 38    | 5        | .172  | .231     | .314     | .545  |
| 2009       | 阪神       | 23    | 30    | 30    | 0     | 4     | 2        | 0        | 0        | 6     | 2     | 0     | 0        | 0     | 0     | 0     | 0     | 0     | 8     | 1        | .133  | .133     | .200     | .333  |
| 2010       | ロッテ     | 26    | 45    | 44    | 3     | 10    | 2        | 0        | 0        | 12    | 6     | 0     | 0        | 0     | 0     | 1     | 0     | 0     | 3     | 4        | .227  | .244     | .273     | .517  |
| 2011       | ロッテ     | 13    | 26    | 23    | 2     | 3     | 1        | 0        | 0        | 4     | 1     | 0     | 0        | 1     | 0     | 2     | 0     | 0     | 3     | 0        | .130  | .200     | .174     | .374  |
| 通算：15年 | 通算：15年 | 1309  | 5069  | 4607  | 476   | 1284  | 211      | 10       | 122      | 1881  | 594   | 17    | 22       | 94    | 36    | 304   | 21    | 28    | 650   | 144      | .279  | .325     | .408     | .733  |

- 各年度の太字はリーグ最高

### 年度別守備成績
| 年 度 | 一塁  | 一塁  | 一塁  | 一塁  | 一塁  | 一塁     | 二塁  | 二塁  | 二塁  | 二塁  | 二塁  | 二塁     | 三塁  | 三塁  | 三塁  | 三塁  | 三塁  | 三塁     | 遊撃  | 遊撃  | 遊撃  | 遊撃  | 遊撃  | 遊撃     |
| 年 度 | 試 合 | 刺 殺 | 補 殺 | 失 策 | 併 殺 | 守 備 率 | 試 合 | 刺 殺 | 補 殺 | 失 策 | 併 殺 | 守 備 率 | 試 合 | 刺 殺 | 補 殺 | 失 策 | 併 殺 | 守 備 率 | 試 合 | 刺 殺 | 補 殺 | 失 策 | 併 殺 | 守 備 率 |
| ----- | ----- | ----- | ----- | ----- | ----- | -------- | ----- | ----- | ----- | ----- | ----- | -------- | ----- | ----- | ----- | ----- | ----- | -------- | ----- | ----- | ----- | ----- | ----- | -------- |
| 1997  | 1     | 9     | 1     | 0     | 1     | 1.000    | 60    | 100   | 148   | 5     | 32    | .980     | 26    | 9     | 32    | 1     | 5     | .976     | 5     | 5     | 9     | 1     | 3     | .933     |
| 1998  | -     | -     | -     | -     | -     | -        | 10    | 6     | 12    | 0     | 5     | 1.000    | -     | -     | -     | -     | -     | -        | 126   | 217   | 363   | 15    | 82    | .975     |
| 1999  | -     | -     | -     | -     | -     | -        | 21    | 44    | 61    | 1     | 16    | .991     | -     | -     | -     | -     | -     | -        | 110   | 195   | 324   | 10    | 71    | .981     |
| 2000  | -     | -     | -     | -     | -     | -        | 28    | 54    | 70    | 1     | 14    | .992     | 7     | 1     | 7     | 0     | 0     | 1.000    | 16    | 12    | 33    | 0     | 7     | 1.000    |
| 2001  | -     | -     | -     | -     | -     | -        | 64    | 124   | 172   | 3     | 27    | .990     | 71    | 43    | 77    | 3     | 8     | .976     | 8     | 7     | 16    | 1     | 4     | .958     |
| 2002  | -     | -     | -     | -     | -     | -        | 121   | 200   | 349   | 6     | 68    | .978     | 1     | 1     | 0     | 0     | 0     | 1.000    | -     | -     | -     | -     | -     | -        |
| 2003  | -     | -     | -     | -     | -     | -        | 119   | 191   | 305   | 7     | 59    | .986     | -     | -     | -     | -     | -     | -        | -     | -     | -     | -     | -     | -        |
| 2004  | -     | -     | -     | -     | -     | -        | 130   | 269   | 362   | 7     | 72    | .978     | 10    | 6     | 12    | 0     | 0     | 1.000    | -     | -     | -     | -     | -     | -        |
| 2005  | -     | -     | -     | -     | -     | -        | -     | -     | -     | -     | -     | -        | 146   | 87    | 233   | 14    | 20    | .958     | -     | -     | -     | -     | -     | -        |
| 2006  | -     | -     | -     | -     | -     | -        | -     | -     | -     | -     | -     | -        | 49    | 32    | 72    | 5     | 7     | .954     | -     | -     | -     | -     | -     | -        |
| 2007  | -     | -     | -     | -     | -     | -        | -     | -     | -     | -     | -     | -        | 85    | 39    | 122   | 5     | 17    | .970     | -     | -     | -     | -     | -     | -        |
| 2008  | -     | -     | -     | -     | -     | -        | -     | -     | -     | -     | -     | -        | 44    | 16    | 50    | 5     | 6     | .930     | -     | -     | -     | -     | -     | -        |
| 2009  | 3     | 19    | 1     | 0     | 3     | 1.000    | -     | -     | -     | -     | -     | -        | -     | -     | -     | -     | -     | -        | -     | -     | -     | -     | -     | -        |
| 2011  | 2     | 13    | 0     | 0     | 1     | 1.000    | -     | -     | -     | -     | -     | -        | -     | -     | -     | -     | -     | -        | -     | -     | -     | -     | -     | -        |
| 通算  | 6     | 41    | 2     | 0     | 5     | 1.000    | 553   | 988   | 1479  | 30    | 293   | .988     | 439   | 234   | 605   | 33    | 63    | .962     | 265   | 436   | 745   | 27    | 167   | .978     |

- 各年度の太字はリーグ最高
- 太字年はゴールデングラブ賞受賞

### タイトル
- 首位打者：1回（2003年）
- 打点王：1回（2005年）

### 表彰
- ベストナイン：3回（二塁手部門：2002年、2003年、三塁手部門：2005年）
- ゴールデングラブ賞：1回（二塁手部門：2003年）
- 月間MVP：3回（2002年4月、2003年7月、2005年9月）
- 最優秀JCB・MEP賞：1回（2005年）
- JA全農Go・Go賞：1回（好走塁賞：1999年4月）
- オールスターゲーム優秀選手賞：1回（2005年第2戦）
- 報知プロスポーツ大賞：1回（2003年）
- ヤナセ・阪神タイガースMVP賞：1回（2002年[46]）
- サンスポMVP特別賞（2002年[47]）

### 記録
初記録
- 初出場：1997年4月8日、対横浜ベイスターズ1回戦（横浜スタジアム）、9回裏に和田豊に代わり二塁手として出場
- 初安打：1997年4月9日、対横浜ベイスターズ2回戦（横浜スタジアム）、8回表に米正秀から左翼線二塁打
- 初先発出場：1997年4月17日、対中日ドラゴンズ3回戦（阪神甲子園球場）、「7番・二塁手」として先発出場
- 初打点：1997年5月31日、対読売ジャイアンツ10回戦（阪神甲子園球場）、1回裏に宮本和知から左前適時打
- 初本塁打：1997年8月3日、対読売ジャイアンツ19回戦（阪神甲子園球場）、8回裏に斎藤雅樹からソロ

節目の記録
- 1000安打：2005年5月25日、対オリックス・バファローズ2回戦（阪神甲子園球場）、6回裏に川越英隆から左越2ラン。※史上231人目[48]。
- 1000試合出場：2005年8月2日、対横浜ベイスターズ13回戦（横浜スタジアム）、「5番・三塁手」として先発出場 ※史上406人目
- 100本塁打：2005年9月11日、対広島東洋カープ19回戦（阪神甲子園球場）、4回裏に広池浩司から中越2ラン ※史上242人目

その他の記録
- シーズン147打点：2005年 ※歴代3位、阪神タイガース球団記録
- シーズン初回先頭打者初球本塁打：5本（2003年）※歴代1位
- オールスターゲーム出場：5回（1998年、2002年、2003年、2004年、2005年）
- オールスターゲームファン投票年間得票数：1,588,712票（2003年）※史上最多

### 背番号
- 7（1997年 - 2009年）
- 2（2010年 - 2012年）
- 77（2016年 - 2021年、2023年 - ）
  - 4（1996年アトランタ五輪）

### 登録名
- 今岡 誠（1997年 - 2012年、2016年）
- 今岡 真訪（2017年 - 2021年、2023年 - ）

## 関連情報

### 野球解説者としての出演番組
- 放送局を特記していない番組は、いずれも毎日放送（MBSテレビ・MBSラジオ）の制作。同局とは、2014年までテレビ・ラジオ両方で解説者としての専属契約を結んでいた。2015年にラジオ限定の専属契約へ移行したため、テレビでは他局制作のプロ野球中継にもゲスト解説者として出演している。
- 2015年まで本名の「今岡誠」名義で活動した後に、阪神・ロッテのコーチを経て、2022年に「今岡真訪」名義で活動を再開していた。もっとも、再開後はMBSラジオの中継に出演せず、2023年から阪神のコーチに復帰。

#### テレビ
- せやねん!（2013年1月 - 2015年3月）「せやねん!スポーツ」以降の第1部
- ちちんぷいぷい 水曜日（2013年1月 - 2013年5月）→月曜日（2013年6月 - 2014年3月）→水曜日（2014年4月 - 9月） ※2014年10月以降は、阪神・野球関連の企画を中心に不定期で出演。
- 侍プロ野球（2013 - 2015年および2022年に毎日放送が制作する阪神戦の中継を随時解説。2015年はTBSテレビ制作、BS-TBS、TBSチャンネルで放送のDeNA主催ゲームやパ・リーグのゲームの解説も阪神が関与しないカードを含めて担当）
- サンテレビボックス席（2015年・2022年シーズンにゲスト解説者として出演）
- 朝生ワイド す・またん!（読売テレビ、2022年4月より不定期でゲスト解説者として出演）

#### ラジオ
- with…夜はラジオと決めてます水曜日（2012年度のナイターオフ番組、2013年1月から3月まで隔週でスポーツニュース・企画コーナーに出演）
- MBSベースボールパーク（『MBSタイガースライブ』時代の2013年シーズンから2015年まで解説を担当）
- withタイガース　カワスポサタデー運動部!（2013年度のナイターオフ番組、「記者」の肩書で週替わり出演）

### CM
いずれも阪神タイガースの現役選手時代に出演
- 上新電機（赤星憲広・矢野燿大・藤川球児と共演、2003年 - 2008年）
- ハウス食品「六甲のおいしい水」（2004年 - 2006年、2005年までは単独、2006年のみ矢野と共に出演）

### 著書
- 「感じるままに生きてきて」（ベースボール・マガジン社、2012年12月1日初版刊行）ISBN 978-4583104911